# Kingston (Isola Norfolk)
Kingston è una città australiana, capitale dell'Isola Norfolk.

## Monumenti e luoghi d'interesse

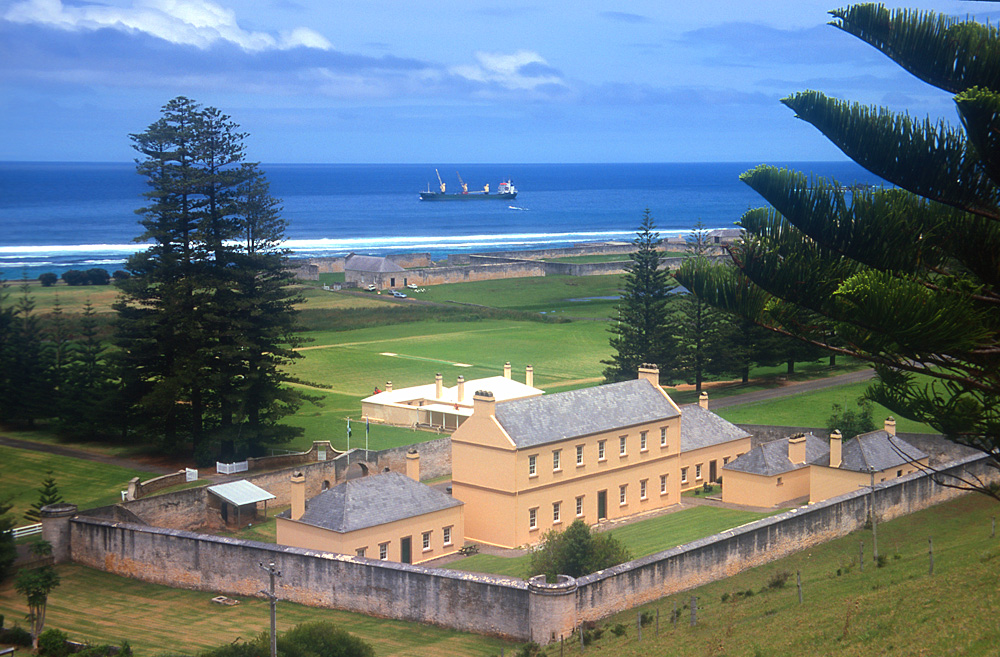
La prigione di Norfolk a Kingston

I monumenti da vedere includono il cimitero, le rovine delle case militari a Quality Row, la Casa Governativa, la storica Chiesa di Ogni Santi e la Vecchia e Nuova Caserma Militare; quest'ultima ospita l'Amministrazione dell'Isola Norfolk e le Camere dell'Assemblea Legislativa.